# Подборовье (Лидское сельское поселение)
Подборо́вье — посёлок в Лидском сельском поселении Бокситогорского района Ленинградской области.

## История
В начале XX века Подборовье административно относилось к Верховско-Вольской волости 1-го земского участка 3-го стана Устюженского уезда Новгородской губернии.

ПОДБОРОВЬЕ — усадьба Д. О. Андро, число дворов — 1, число домов — 1, число жителей: 2 м. п., 4 ж. п.; при реке Обломна.

ПОДБОРОВСКАЯ — водяная мельница Д. О. Андро на реке Обломна, число дворов — 1, число домов — 1, число жителей: 15 м. п., 14 ж. п.; смежна с усадьбой. (1910 год) .

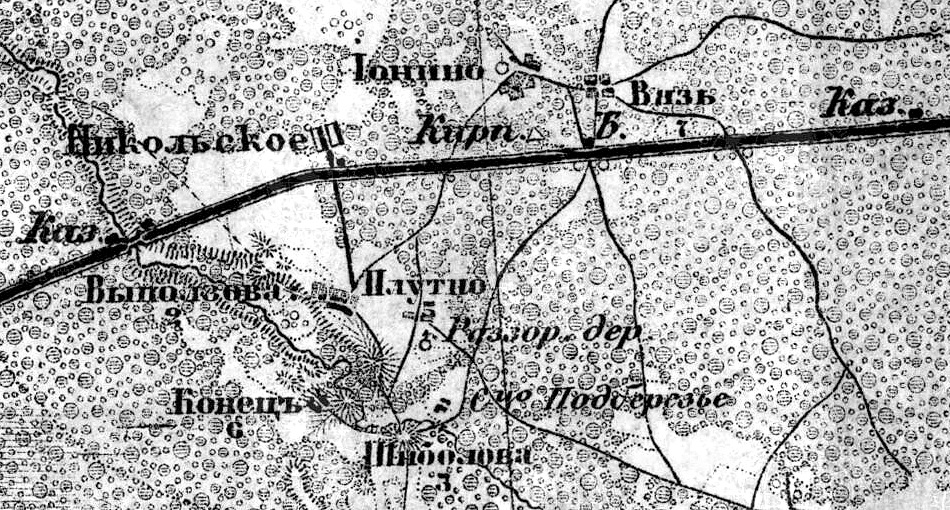
Земли посёлка Подборовье на карте 1917 года

Согласно военно-топографической карте Петроградской и Новгородской губерний издания 1917 года на месте современной станции Подборовье находились железнодорожные казармы, посёлок же отсутствовал.
С 1917 по 1927 год посёлок Подборовье входил в состав Советской волости Устюженского уезда Череповецкой губернии.
С 1927 года, в составе Шибаловского сельсовета Ефимовского района.
До данным 1933 года посёлок Подборовье являлся административным центром Шибаловского сельсовета Ефимовского района Ленинградской области, в который входили 12 населённых пунктов, деревни Вязь, Заборье Ионино, Конец, Никольское, Новинка, Плутно, Слобода, Стахново 1-е, Стахново 2-е, Шибалово и посёлок Подборовье, общей численностью населения 1212 человек.
По данным 1936 года в состав Шибаловского сельсовета входили 12 населённых пунктов, 421 хозяйство и 6 колхозов.
С 1959 года, в составе Подборовского сельсовета.
С 1965 года, в составе Бокситогорского района. В 1965 году население посёлка составляло 1151 человек.
По данным 1966 и 1973 годов посёлок Подборовье также являлся административным центром Подборовского сельсовета, в посёлке размещалась центральная усадьба совхоза «Подборовский».
По данным 1990 года посёлок Подборовье являлся административным центром Подборовского сельсовета, в состав которого входили 19 населённых пунктов, общей численностью населения 1754 человека. В самом посёлке Подборовье проживал 881 человек.
В 1997 году в посёлке Подборовье Подборовской волости проживали 911 человек, в 2002 году — 755 человек (русские — 97 %).
С 1 января 2006 года в соответствии с областным законом № 78-оз от 26 октября 2004 года «Об установлении границ и наделении соответствующим статусом муниципального образования Бокситогорский муниципальный район и муниципальных образований в его составе» посёлок Подборовье являлся центром Подборовского сельского поселения.
В 2007 году в посёлке Подборовье Подборовского СП проживали 718 человек, в 2010 году — 712.
Со 2 июня 2014 года — в составе вновь созданного Лидского сельского поселения Бокситогорского района.
В 2015 году в посёлке Подборовье проживали 683 человека.

## География
Посёлок расположен в восточной части района на автодороге 41К-190 (подъезд к дер. Подборовье).
Расстояние до районного центра — 106 км.
В посёлке расположена железнодорожная станция Подборовье на линии Волховстрой I — Вологда, которая служит узлом для прилегающей ветки на Чагоду и Кабожу.
К югу от посёлка протекает река Обломна.

## Инфраструктура
На 1 января 2016 года в посёлке зарегистрировано 305 домохозяйств.

## Памятники и достопримечательности
В 1995—1997 годах в Подборовье была построена первая в Санкт-Петербургской епархии деревянная церковь в честь св. прав. Иоанна Кронштадтского по проекту архитектора Е. Варакина. Прототипом храма послужила часовня св. мч. Параскевы Пятницы из архангельской деревни Суры — родины св. Иоанна Кронштадтского. Храм был освящён 21 июля 1997 года.
Также в посёлке находится памятник (автомобиль ЗИС-5) начальной части Дороги жизни.